# Vic Vargas
José María Asunción (28 de marzo de 1939 † 19 de julio de 2003, Pasay), conocido artísticamente como Vic Vargas. Fue un actor y judoca filipino, Vargas empezó a practicar judo cuando era muy joven, ya que salió campeón a nivel local en su natal Filipinas.
Luego de retirarse de este deporte, con el paso del tiempo se dedicó a la actuación. Sus primeros filmes tuvieron éxito de taquilla en la década de los 50 y 60. Su última filmación fue en el 2002. Si bien para una de las grabaciones de sus filmes contó con la colaboración de la banda de rock filipina, Typecast, en la actuación de un films titulado "Sexy Comedia". Lamentablemente falleció a los 64 años de edad, víctima del Accidente cerebrovascular.

## Filmografía
- Lapu-Lapu (2002) .... Raha Humabon
- Bakit 'di totohanin (2001) .... Martin
- "Sa puso ko, iingatan ka" (2001) TV series .... Mr. Villamines
- "Pangako sa 'yo" (2000) TV series ... aka "The Promise" (International: English title)
- Relax ka lang, sagot kita (1994)
- Alejandro 'Diablo' Malbay (1993)
- Bad Boy II (1992)
- Pat. Omar Abdullah: Pulis probinsiya (1992) ... aka Pulis probinsya (Philippines: Tagalog title: short title)
- Mabuting kaibigan... masamang kaaway (1991) .... Ricardo Montinola
- Oras-oras, araw-araw (1989)
- Ang pumatay ng dahil sa iyo (1989)
- Florencio Dino Public Enemy No. 1 (1989)
- Agila ng Maynila (1989)
- Gawa na ang balang papatay sa iyo (1988)
- Langit at lupa (1988)
- Damong makamandag (1988)
- Hari sa hari, lahi sa lahi (1987) .... Pahala ... aka King and Emperor (International: English title) ... aka Sulu guowang yu zhongguo huangdi (China: Mandarin title)
- Boy Tornado (1987)
- Hitmen (1987)
- Vigilante (1987/II)
- Anomalya ni... Andrés de Saya (Part 3) (1986) .... Andrés
- Harot (1985)
- Magsingdugo (1984)
- Malisya (1984) .... Pedring
- Hayop sa ganda (1983)
- Gamu-gamo sa Pugad Lawin (1983)
- Get My Son Dead or Alive (1982)
- In This Corner (1982) .... Flash Gonzaga
- Andrés de Saya (Mabagsik na daw!) (1982) .... Andrés ... aka Andrés de Saya: Part 2 (Philippines: English title: informal title)
- Suicide Force (1982)
- Bandido sa Sapang Bato (1981) .... Anselmo Magtanggol
- Intrusion: Cambodia (1981)
- Sisang tabak (1981)
- Andrés de Saya (1980) .... Andrés
- Holdup (Special Squad, D.B.) (1979)
- Nasa lupa ang langit at imperyno (1978)
- Banta ng kahapon (1977)
- Sinong kapiling? Sinong kasiping? (1977)
- Laruang apoy (1977)
- Daluyong at Habagat (1976) .... Daluyong ... aka Day of the Bullets ... aka Tidal Wave and *West Wind (Philippines: English title)
- Ang pinakamagandang hayop sa balat ng lupa (1974) ... aka The Most Beautiful Animal in the *World (USA)
- Bawal: Asawa mo, asawa ko (1974)
- No Tears for the Brave (1974)
- Pito ang asawa ko (1974)
- South Seas (1974)... aka South Seas Massacre (Australia: video title)
- I Shall Return (1973)
- Nueva Viscaya (1973)
- El víbora (1972) .... El Vibora/Artemio Ricarte
- Halik ng Vampira (1972)
- Isla de Toro (1972)
- May lihim ang gabi (1972)
- Walang impiyerno sa matatapang (1972)
- Ang magsasaging ni pacing (1971) ... aka Ang magsasaging (Philippines: Tagalog title: short title)
- Sangre (1971)
- Bukid ay basa (1971)
- Apat na patak ng dugo ni Adan (1971)
- Apoy ng kaligayahan (1971)
- Huwad (1971)
- Kami'y nagkasala (1971)
- Maging akin ka lamang (1971)
- Pagdating sa dulo (1971) .... Pinggoy Morales ... aka At the Top (informal English title) ... aka Reaching the Top (International: English title)
- Mga batong buhay (1970) .... Tor Valiente
- Ako'y tao, may dugo at laman! (1970) ... aka Mars Ravelo's Ako'y tao, may dugo at laman! (Philippines: Tagalog title: complete title)
- Si Darna at ang Planetman (1969) .... The Planetman ... aka Darna and the Planetman
- Brownout (1969)
- Perlas ng silangan (1969)
- 3 kilabot sa barilan (1968) .... Gringo
- Destination Vietnam (1968)
- Kalinga (1968)
- Kumander Dimas (1968) .... Commander Dimas
- Objective: Sabah (1968)
- Quinto de Alas (1968) .... Gringo
- Siete dolores (1968)
- Ang langit ay para sa lahat (1967)
- Gringgo (1967)
- Hinango kita sa lusak (1967)
- Kidlat Meets Gringo (1967)
- Ang tao ay makasalanan (1966)
- Bakit pa ako isinilang? (1966)
- Kapag langit ang umusig (1966)
- Mga pag-ibig ni Christine (1966)
- Mga espada ng Rubitanya (1965)
- Mga kanyon sa Corregidor (1964)
- Anak ni kamagong (1964)
- Kumander Judo (1964)
- Sa bilis, walang kaparis (1964)
- Ang rosaryo at ang tabak (1964)
- From Tokyo with Love (1964)
- Paratroop Squadron (1964)
- Walang takot sa patalim (1964)
- Balisong 29 (1963)
- Bird of Paradise (1963)
- Prinsipeng Tulisan (1963)
- Tansan vs. Tarsan (1963) .... Tarsan
- Diegong Tabak (1962)
- Ang tigre at ang diablo (????)
- Cobra, Lawin at Dragon (????)
- Padre Valiente (????)